# Slangerup Sogn
Slangerup Sogn er et sogn i Frederikssund Provsti (Helsingør Stift).
I 1800-tallet var Uvelse Sogn anneks til Slangerup Sogn. Begge sogne hørte til Lynge-Frederiksborg Herred i Frederiksborg Amt. Begge sogne dannede selvstændige sognekommuner. Slangerup, der var tidligere købstad, dannede to: bykommunen og landsognet. Ved kommunalreformen i 1970 indgik både Slangerup Bykommune, Slangerup Landsogn og Uvelse i Slangerup Kommune, der ved strukturreformen i 2007 indgik i Frederikssund Kommune.
I Slangerup Sogn ligger Slangerup Kirke.
I sognet findes følgende autoriserede stednavne:
- Hørup (bebyggelse)
- Hørup By (bebyggelse, ejerlav)
- Jordhøj (bebyggelse)
- Jordhøj By (bebyggelse, ejerlav)
- Kvinderup (bebyggelse)
- Kvinderup By (bebyggelse, ejerlav)
- Lindebjerg (bebyggelse)
- Manderup (bebyggelse)
- Manderup By (bebyggelse, ejerlav)
- Ravnsbjerg (bebyggelse)
- Slangerup (bebyggelse)
- Slangerup By (bebyggelse, ejerlav)
- Slangerup Overdrev (bebyggelse)
- Slangerup Ås (bebyggelse)
- Søndagsvang (bebyggelse)
- Tornebakke (bebyggelse)
- Øen (bebyggelse)